# ۱۴۰۵ (خورشیدی)
سال ۱۴۰۵ خورشیدی، هزار و چهارصد و پنجمین سال گاه‌شماری هجری خورشیدی است. این سال عادی است.

## نام‌گذاری‌ها
- این سال در گاه‌شماری حیوانی سال اسب (馬) است.

## رویدادها

### اردیبهشت
- ۱۱ اردیبهشت

انتخابات شوراهای اسلامی شهر و روستا (۱۴۰۵) از انتخابات ریاست جمهوری ایران تفکیک شده و همزمان با انتخابات میان دوره ای مجلس شورای اسلامی و نخستین انتخابات میان دوره ای مجلس خبرگان رهبری برگزار خواهد شد.

### خرداد
- ۲۱ خرداد جام جهانی فوتبال ۲۰۲۶ بیست و سومین دوره مسابقات جام جهانی فوتبال است که به میزبانی مشترک سه کشور کانادا، مکزیک و ایالات متحده آمریکا برگزار خواهد شد.

### مرداد
- ۲۱ مرداد - خورشیدگرفتگی

### بهمن
- ۱۷ بهمن - خورشیدگرفتگی